# Дом Ичко
Дом Ичко (серб. Ичкова кућа) — памятник культуры Сербии. Представляет собой объект культурного наследия, памятник культуры Белграда, расположенный в Земуне на улице Бежанийска д. 18.

## Описание
Дом Ичко в Земуне построен в 1793 году. Состоит из подвала первого этажа и неполного этажа, сформированного из мансардной высокой крыши. Дом внешне оформлен в стиле классицизма. Дом состоит из трех частей, с двойным назначением. На первом этаже располагался трактир «Кралевич Марко», помещения второго этажа использовались в качестве жилых. Со временем здания подвергалось переделкам. Комплексная реконструкция и восстановление выполнены в восьмидесятые года прошлого века. Дом обладает всеми характеристиками городского дома конца восемнадцатого века. Известен под названием Дом Ичко, так как в нём пребывал повстанческий дипломат и купец Петр Ичко, который после введения диктатуры янычарских военачальников — дахий, вынужден был перебраться из Белграда в пограничный город Земун. Петр Ичко играл важную роль в подготовке Первого сербского восстания 1804 года. Он являлся торговым консулом и посредником между земунскими, салоникскими и другими купцами. В Земуне он пребывал с 1802 по 1803 годы. Здание представляет собой одно из самых старых сохранившихся домов, свидетельствующим о развитии Старого ядра г. Земун.

## Галерея

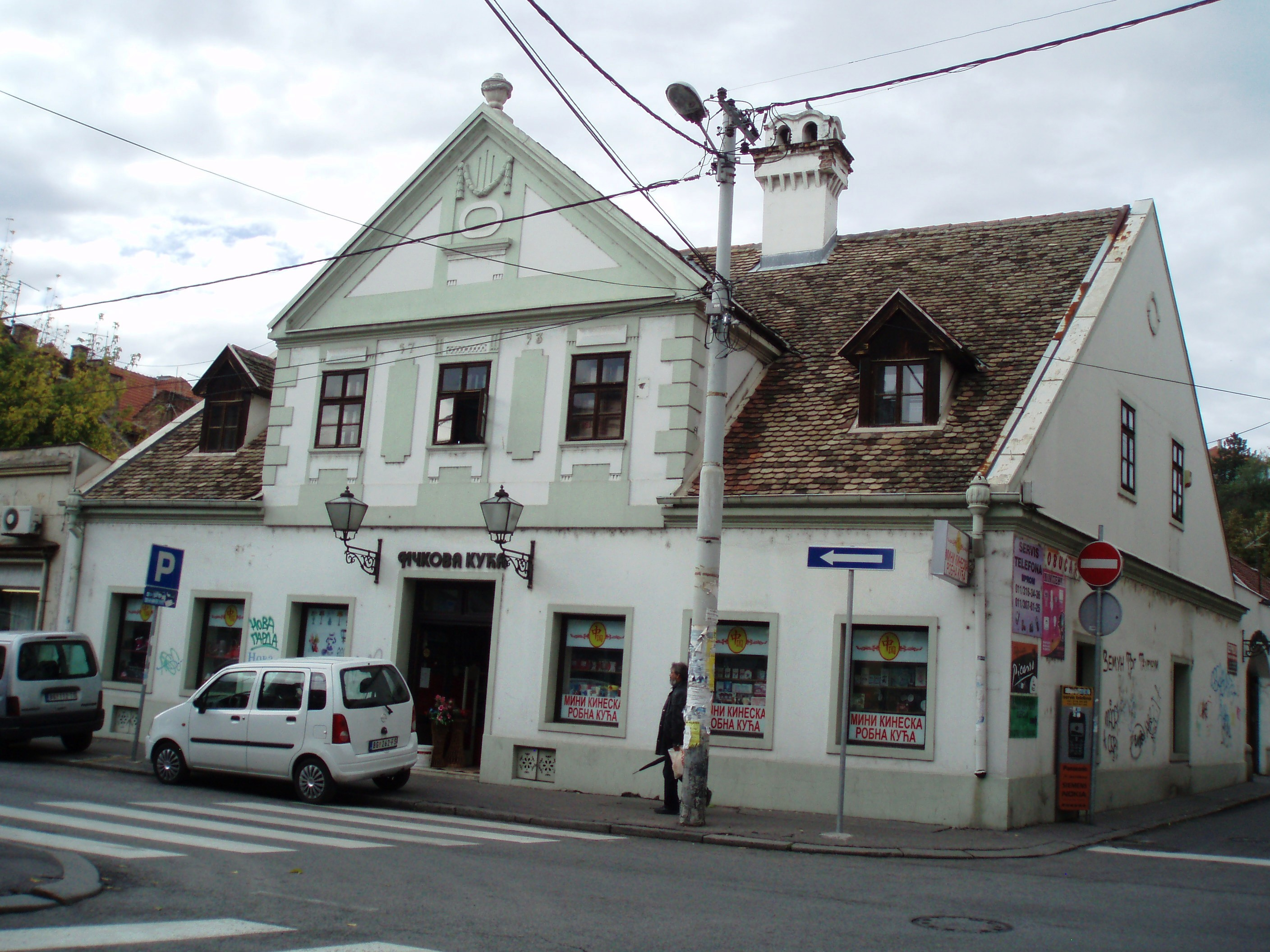
Вид с Бежанийской улицы
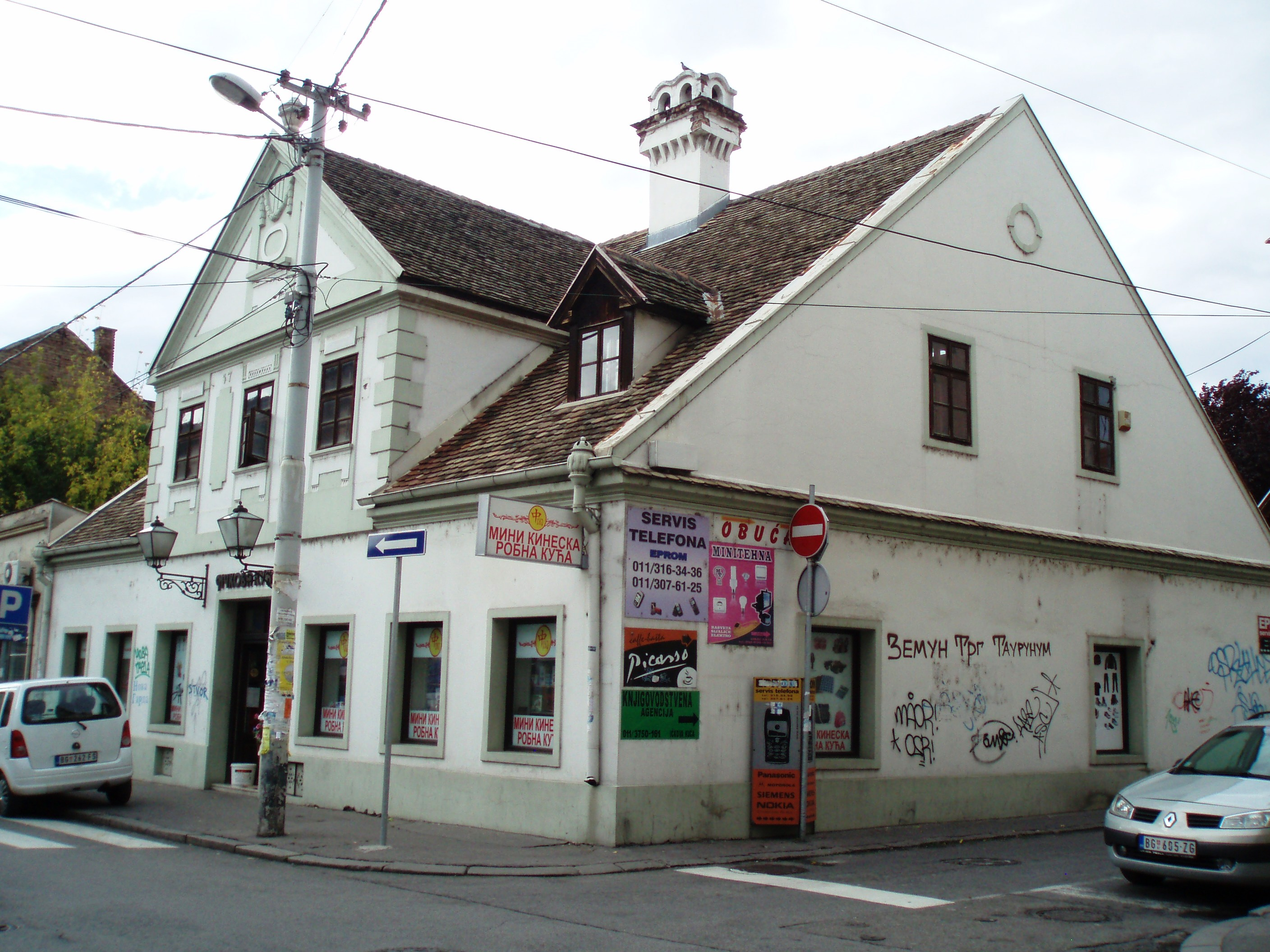
Пересечение Бежанийской и Святосаввской улиц
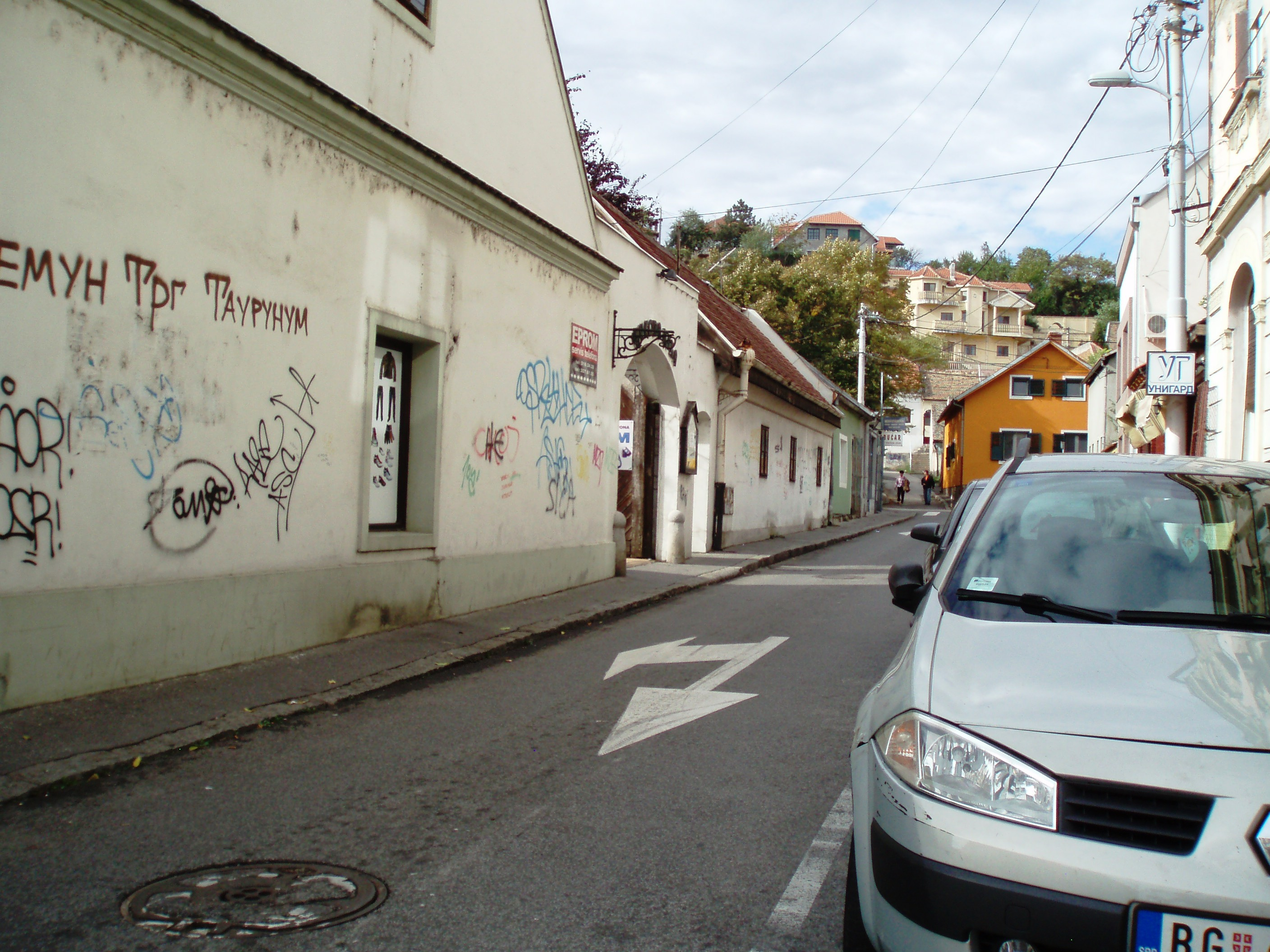
Вид со Святосаввской улицы
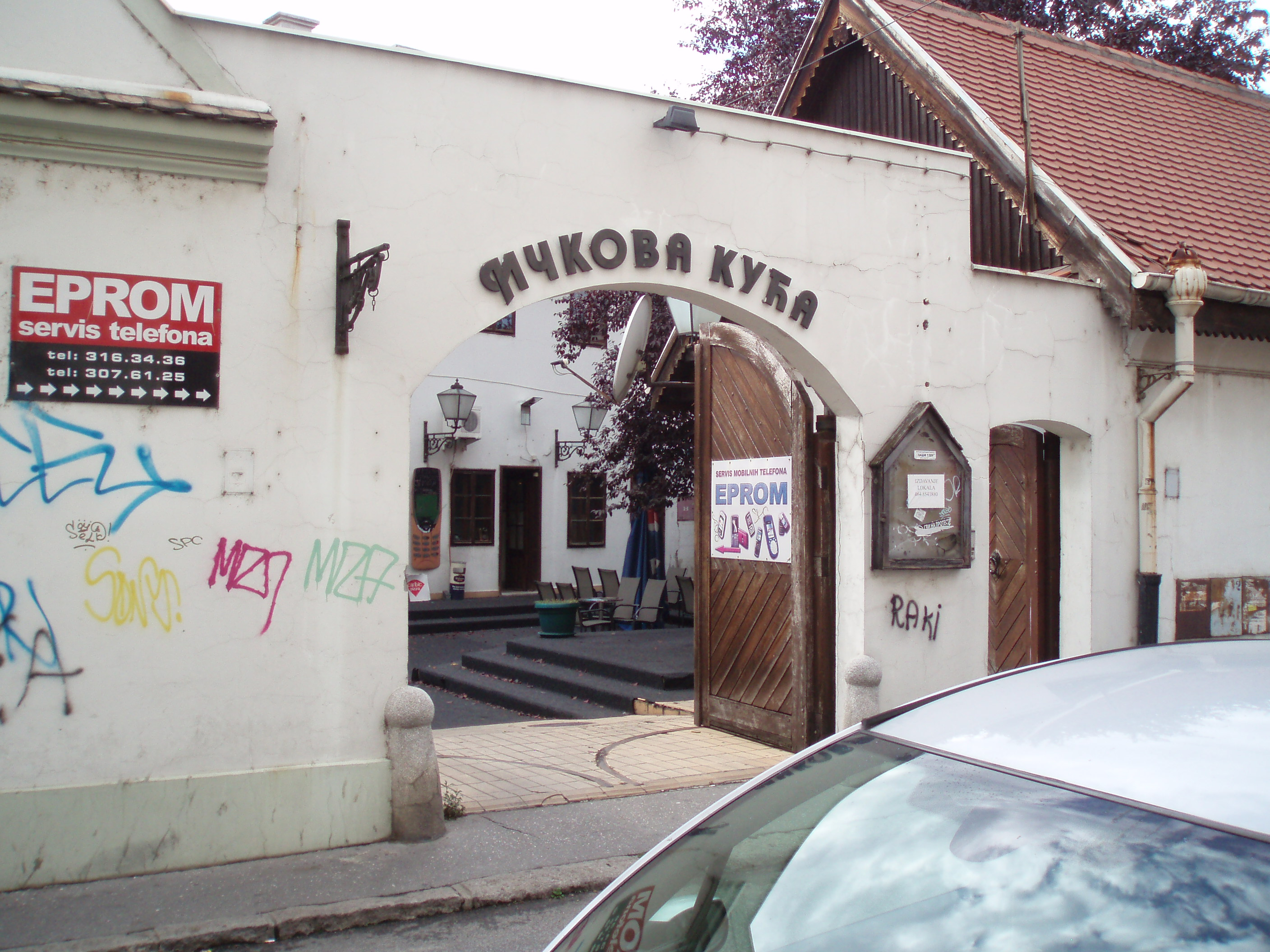
Деталь, въездные ворота
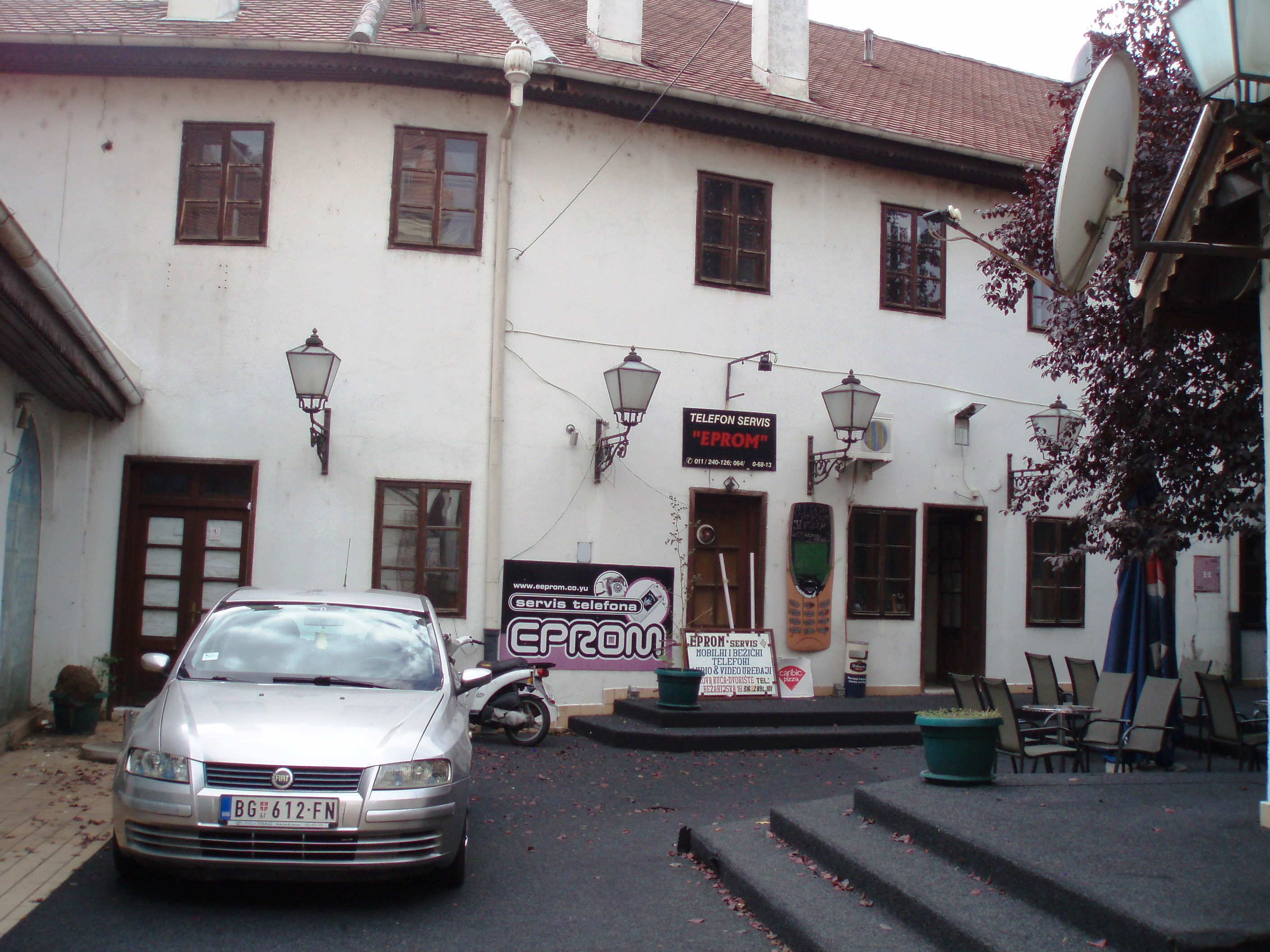
Двор
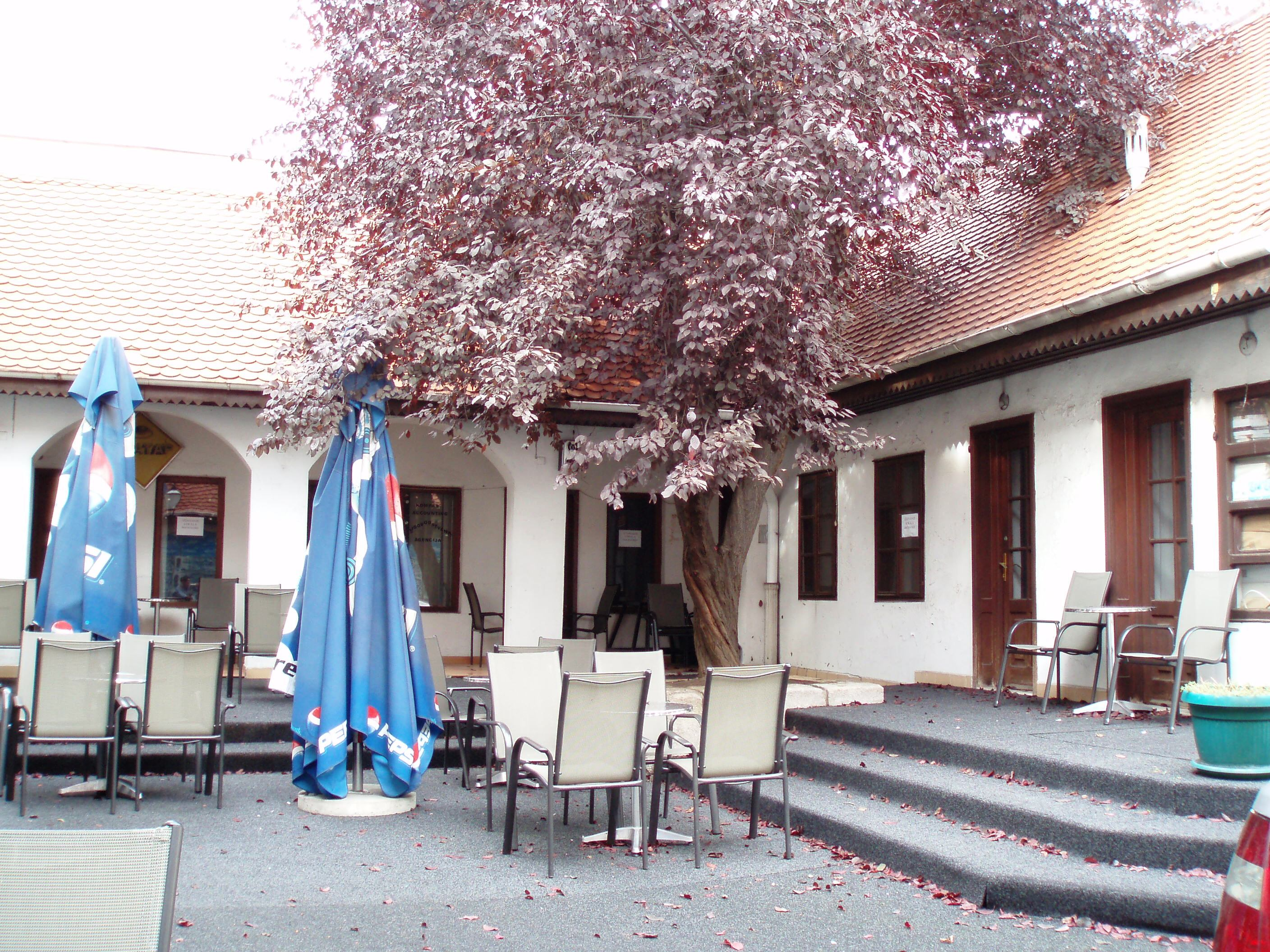
Двор
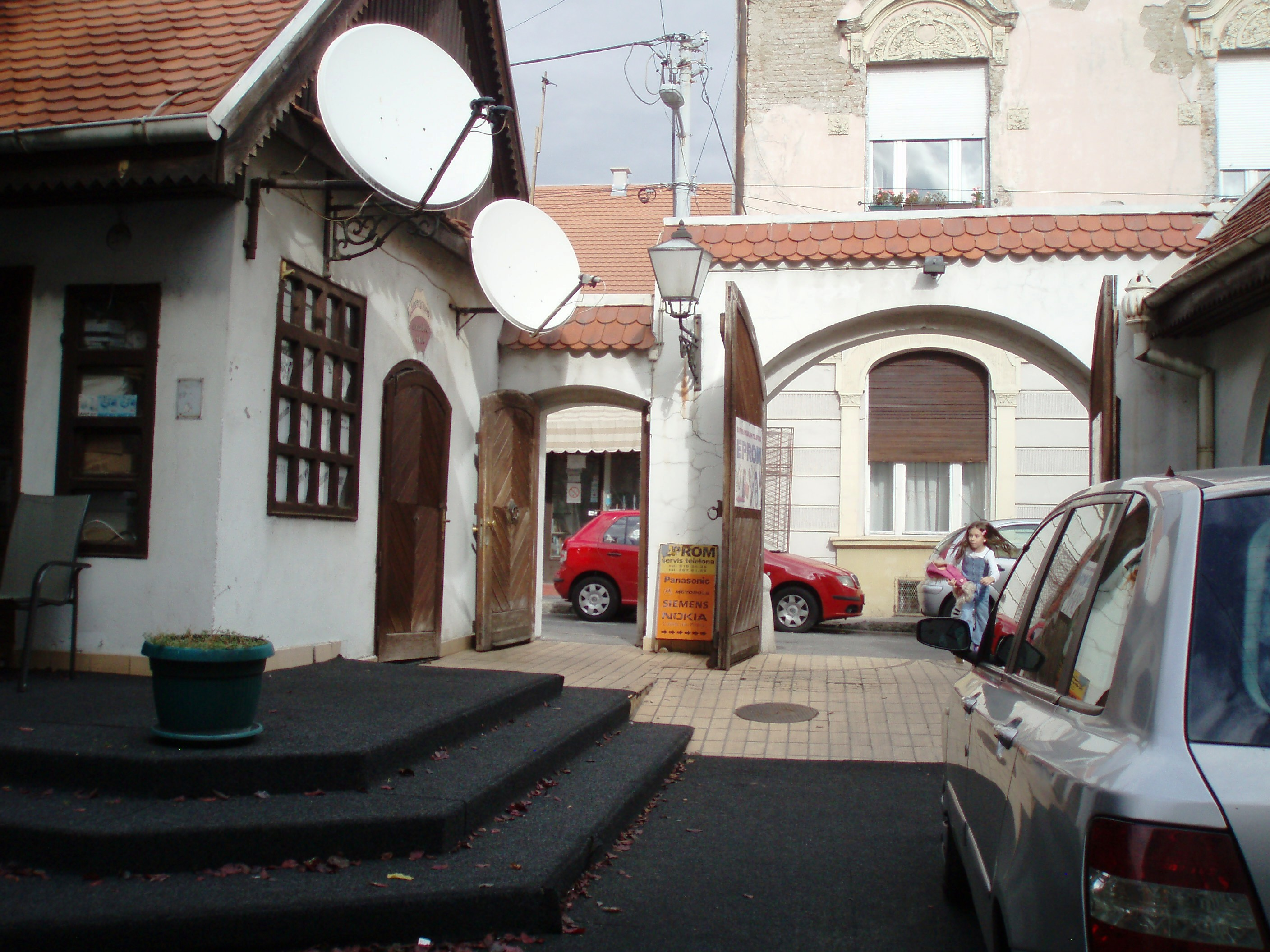
Двор
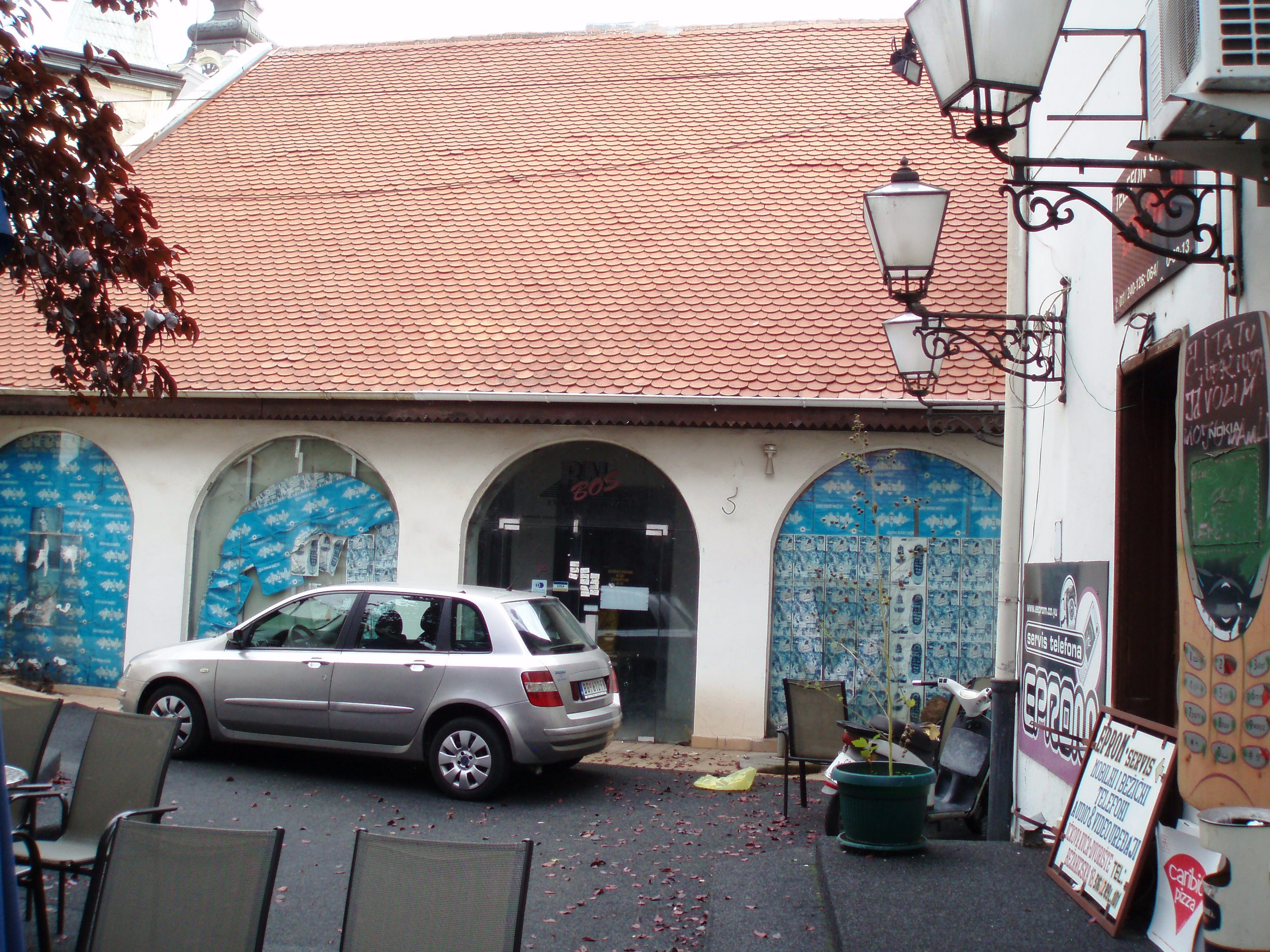
Двор